# 脂肪酸アミド加水分解酵素
脂肪酸アミド加水分解酵素は、脂肪酸アミドのアミド結合を切って脂肪酸とアミンに加水分解する酵素。FAAH遺伝子によりコードされる。EC番号はEC 3.5.1.99。